# Máriavölgy (Szlovákia)
Máriavölgy (szlovákul Marianka, németül Marient(h)al, Mariathal, latinul Vallis Mariana) község Szlovákiában, a Pozsonyi kerület Malackai járásában.

## Fekvése
Pozsonytól 15 km-re északra, a Kis-Kárpátok délnyugati völgyében fekszik.

## Története
A község területe ősidők óta lakott. Bárányrét nevű határrészén az i. e. 1200–1000 körüli időből származó erődítmény maradványai kerültek elő.
A kegyhely legendája szerint a 13. század elején egy remete lakott itt, aki a rablók elől menekülni kényszerülvén a Szűzanya szobrát a kútba rejtette. Egy rabló telepedett meg a remetelakban, akinek torzszülött fia született. Isten csapását látva imádkozni kezdett, mire azt az utasítást kapta, hogy mossa meg a fiút a forrás vizében. A fiú meggyógyult, a rabló pedig megpillantotta a kút mélyén a Szűzanya szobrát. Kiemelte és kis fakápolnát készített neki, a hely pedig kegyhellyé vált. Nagy Lajos király is felkereste, a helyet pedig a pálosoknak adta és templomot, valamint kolostort építtetett ide. A kegyhely a későbbiekben a pálosok fő fészke lett. 1526 után a környékre horvátok telepedtek, ekkor keletkezett a falu.  A 16. század második harmadától 1786-ig a pálos rend központja volt.
Fényes Elek szerint "Mariathal (Marianka, Mariavölgye) tót falu, Poson vmegyében, Posonhoz 2, Stomfához 1/2 órányira, egy kies sűrü erdőkkel benőtt völgyben. Számlál 802 kath. lak. I. Lajos 1377-ben egy paulinusok klastromát alapitotta itt, s ezen helységgel és Beszterczével megajándékozta, de későbben ez utolsót a Fuggerek megvették. Egyébiránt a templomban felállitott Szüz-Mária csudatevő képe miatt nagy becsben tartatott ez a különben igen csekély hely, mind a régi királyoktól, mind a nagyobb magyar uraktól. Rozgonyi László 1471-ben ezen klastromnak adá posoni házát, melly a fejér-barátok (Veiszmünchenhaus) neve alatt a hosszu utczában maig is ismeretes, s melly mint szabad nemes curia csak 1833-ban adatott királyi adomány mellett Fischer nevü kereskedőnek. A helység pedig II. József ideje óta a kamara birtokában van. Kisasszony napján nagy búcsu tartatik itten." 
A trianoni békeszerződésig Pozsony vármegye Pozsonyi járásához tartozott. A kegyhelyet ma a Getzemáni Örvendő Testvérek szerzetesrend gondozza.

## Népessége
| Év:            | 1994. | 2004.    | 2014.    | 2024.    |
| -------------- | ----- | -------- | -------- | -------- |
| Emberek száma: | 927   | 1037     | 1714     | 2341     |
| Eltérés:       |       | +11,86 % | +65,28 % | +36,58 % |

| Év:            | 2023. | 2024.   |
| -------------- | ----- | ------- |
| Emberek száma: | 2332  | 2341    |
| Eltérés:       |       | +0,38 % |

1910-ben a falunak 839, túlnyomórészt szlovák lakosa volt.
2011-ben 1297 lakosából 1232 szlovák.

## Neves személyek
- Itt hunyt el 1837-ben Bezerédj Amália Krisztina a kisdedóvás buzgó terjesztője.
- Itt szolgált Csepellényi György magyar pálos szerzetes, a katolikus egyház vértanúja.
- Itt szolgált Széchényi Pál katolikus főpap; veszprémi püspök, kalocsai érsek.
- Itt szolgált Pirolt János Jézus-társasági áldozópap és hitszónok.
- Itt szolgált Lányi Károly római katolikus plébános, a Magyar Tudományos Akadémia levelező tagja.
- Itt szolgált Volny József kohómérnök, az ózdi és a salgótarjáni kohászat fontos egyénisége.
- Itt élt Keresztély Ágost szász herceg, győri püspök, bíboros, hercegprímás.

## Nevezetességei
- Kegytemploma és kolostora. A templomot 1377-ben Nagy Lajos király alapította, 1380-ban Szűz Mária születésének tiszteletére szentelték fel. A 17. század elején a templomot barokk stílusban átalakították, a kolostort pedig bővítették. 1694-ben új főoltárt kapott, jelenlegi főoltára 1877-ből való. Hét oltára közül öt 1715 és 1735 között készült, barokk stílusú. Két neogótikus oltára 1877-ben készült. Reneszánsz keresztelőmedencéje a 17. század második felében készült, a barokk szószék 1720-ból való. A kolostort is a templommal egy időben alapították. 1593-ban bővítették. A kegyhely forrásának patakja átfolyik a falun.
- A máriavölgyi búcsút szeptember 8-án tartják.
- A Szent Anna kápolna 1691-ben, a Szent Kút kápolna 1696-ban épült, a Mária-kápolna a 18. század elején, 1721-ben készült.
- A Szent Flórián szobor 1700-ban készült. A Kálvária 1936-ban épült.
- Lurdi barlangját az 1930-as évek első felében létesítették.
- A falu kőbányájában palakövet bányásztak, melyet a világ több tájára is szállítottak. A termelés az 1940-es években szűnt meg.